# بريدية
بريدية هي قرية تقع غرب السودان في ولاية جنوب دارفور محلية رهيد البردي (شرق الرهيد) تمتاز بموارد جمة مثل الصمغ العربي والماشية والأراضي الزراعية الخصبة وهي منطقة سياحية بها بحيرة باسم التردة بريدية من أشهر القبائل في هذه القرية قبيلة الأشراف (الشرفة) والبني هلبا والسلامات والمسيرية وهي مكونة من عدة حلال مثل الحلة الشرقية وهي للأشراف مكونة عدد من الرفوف (أحياء) مثل رف حاج عبد الله ورف حاج قريعة ورف محمد صالح ورف السلامات ورف شيخ زكريا ورف عيسى العقيد وهي أكبر حلة في المنطقة بالإضافة إلى الحلة الغربية وهي لأبناء أبي يعقوب (حلة عيال أبو ياغوب)
وبها خلاوي لتحفيظ القرآن الكريم وعلومه يقوم بالتدريس فيها العلامة المشهور الشيخ زكريا داوود وهي من أنجح الخلاوي في هذه المنطقة ؛ أسست خلاوى بريدية في القرن العسرين وبالرغم من تأسيسها المتأخر إلا أنها ساهمت بشكل كبير في التعليم في المناظق الواقعة في جنوب دارفور بل السودان والدول المجاورة مثل تشاد وأفريقيا الوسطى وغيرها في ظل غياب شبه تام للتعليم الحكومي من مدارس ومعاهد
ولا تزال منطقة بريدية تعاني من مشكلة البنيات التحتية الأساسية من مدارس ومياه وكهرباء، ففي الصيف يؤرق العطش مضاجع أهل القرية وخاصة بعد تسرب مياه بحيرتها عبر وادي أم دهينا (رجل أم دهيناية) الذي اتخذها منبع أساسي له
تم تأسيس قرية الشرفة على يد محمد شعيب عسل عسيل تم وفد إليها كثير من أهل الأشراف واستقرو فيها عهد من الزمان يمارسون التجارة الرعي إلى أن احتاحوا إلى معلم يدرس أبنائهم القرآن فوجدوا الشيخ العلامة القوني أحمد جمعة وهو أول من درس في خلوة بريدية لتحفيظ القرآن الكريم بل هو المؤسس للخلوة ومن ثم وفد إلى بريدية أناس السلامات واستقرو مع الأشراف الذين رحبو بهم وكوّنو معهم تحالفا استطاعو من خلاله رتق النسيج الاجتماعي بالمنطقة وكوّنوا أسرة واحدة